# Michele Tramezzino
Michele Tramezzino (né à Rome en 1526, mort à Venise en 1571, en 1579 voire en 1582 selon les sources) est un éditeur et imprimeur italien actif à Venise. Il travaillait avec son frère Francesco (1526-1576), qui avait des ateliers à Rome.

## Biographie
Les deux frères, Michele et Francesco, sont nés à Rome, bien que la famille dut fuir à Venise en 1527 pour échapper au pillage de la ville. Francesco est retourné à Rome et Michele est resté à Venise. Les frères ont imprimé des cartes, des gravures et des ouvrages littéraires, historiques et juridiques à partir de 1551. Leur production fut très abondante et toujours accompagnée d'une marque typographique représentant la figure de la sibylle.
Michele Tramezzino est l'imprimeur des principaux ouvrages de chevalerie du prolifique écrivain Mambrino Roseo (it). Il est, de manière plus générale, spécialiste des traductions de romans de chevalerie à succès.